# Vouillé-les-Marais

Vouillé-les-Marais este o comună în departamentul Vendée, Franța. În 2009 avea o populație de 683 de locuitori.